# Bilancia analitica

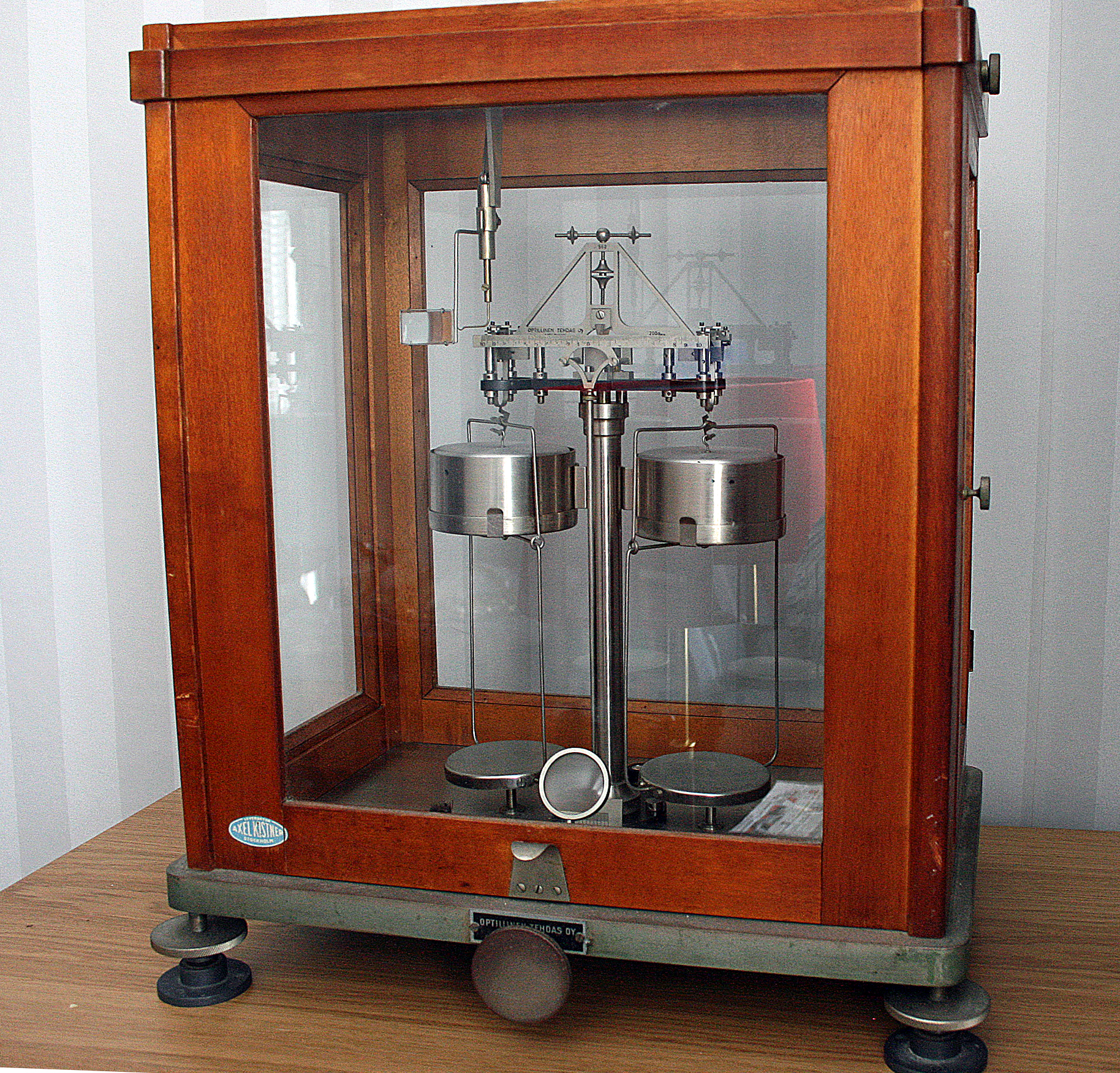
Bilancia analitica d'uso nei primi laboratori

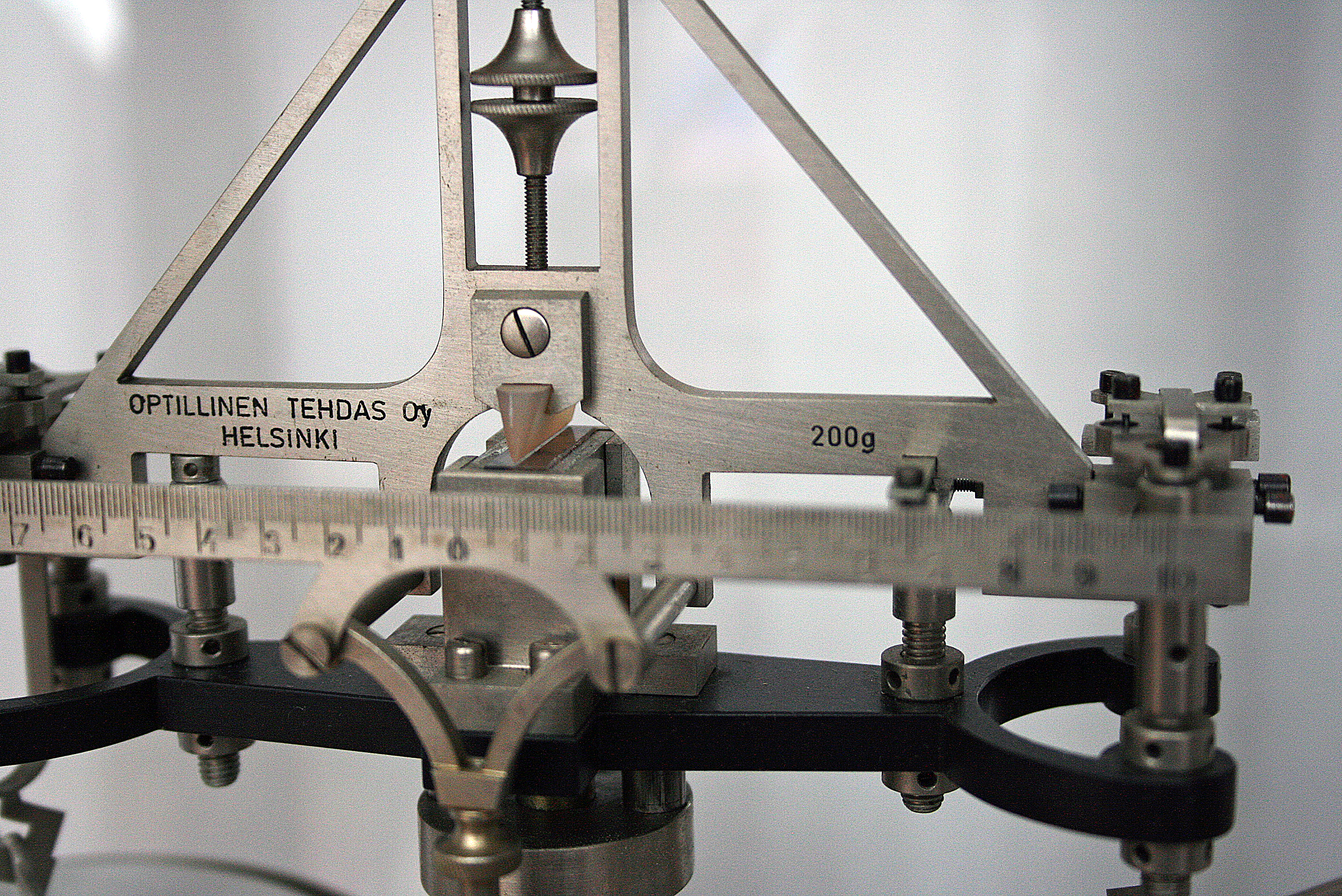
Particolare del bilanciere

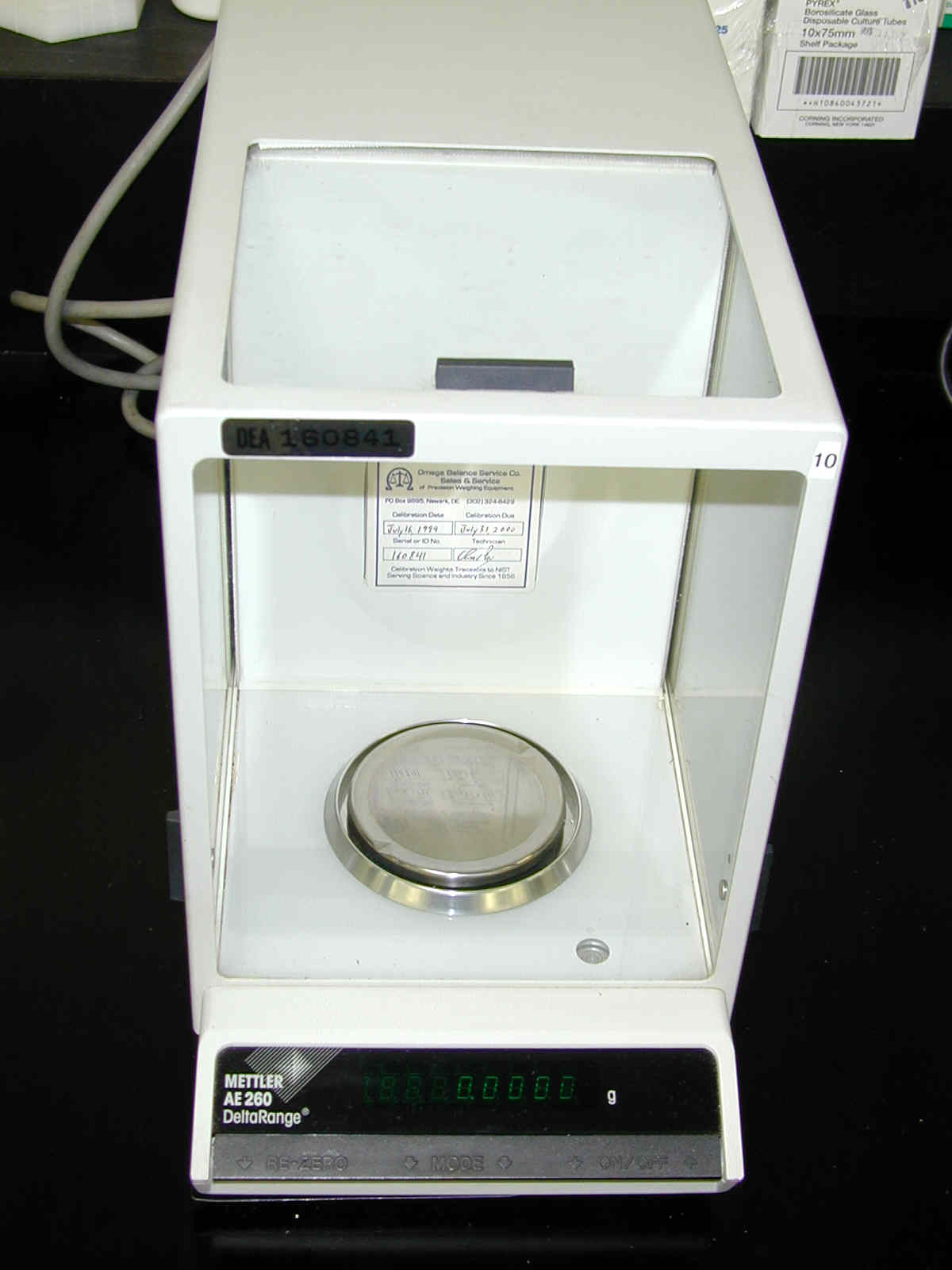
Bilancia analitica elettronica digitale

La bilancia analitica è uno strumento di misura della massa o del peso, avente un elevato grado di accuratezza.

## Bilancia analitica meccanica
La bilancia a due piatti o anche bilancia analitica è uno strumento per determinare la massa di un oggetto con grandissima accuratezza.
Struttura:
La bilancia a due piatti è costituita da un'asta metallica detta giogo che sostiene i due piatti, posizionata sopra un'altra asta detta fulcro. Partendo dal punto più alto del fulcro fino alla base è presente un ago con una scala graduta. Spesso la bilancia a due piatti è inserita in una teca di vetro poiché anche un minimo di polvere potrebbe condizionare la misura.
Per scoprire la massa di un oggetto bisogna posizionare su uno dei due piatti l’oggetto di cui si vuole scoprire la massa, e dall’altro un campione (che può pesare anche 0,01 mg). Un campione sarebbe un peso di cui si conosce la massa. Se i piatti sono allineati e l’ago segna il centro della scala graduta significa che la massa dell’oggetto è uguale a quella del campione.

## Bilancia analitica elettronica
Funziona sul principio della coppia compensata. Essa utilizza un elettromagnete per generare una forza in grado di compensare la forza peso del campione da misurare e produce il risultato misurando la forza necessaria per raggiungere l'equilibrio. Misura la forza necessaria per contrastare la forza peso senza utilizzare pesi reali, pertanto la taratura deve poter essere regolata per compensare le differenze gravitazionali.

## Altri progetti

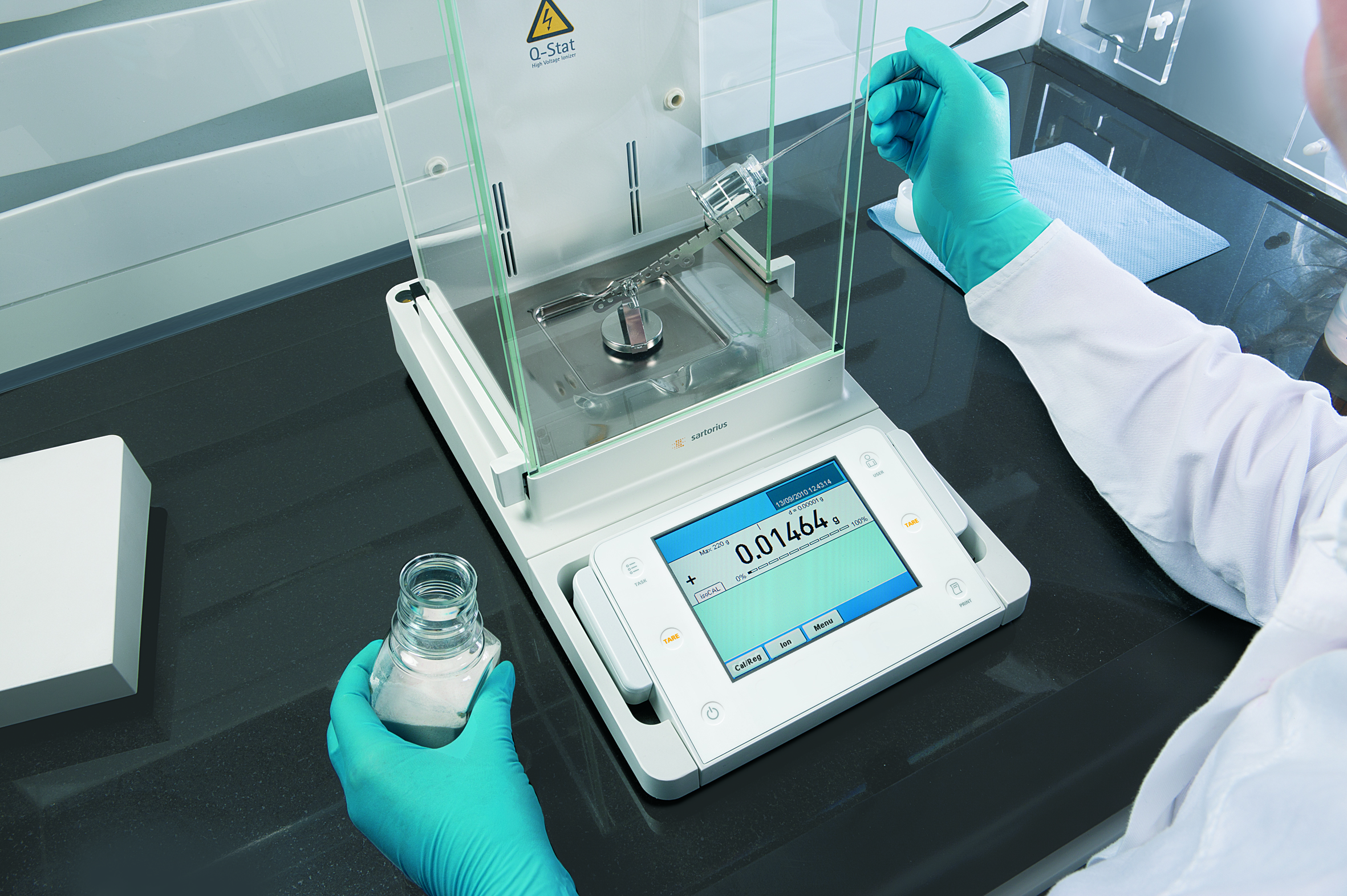
Bilancia analitica elettronica ad alta precisione - Sartorius - Questo modello di bilancia viene utilizzato per applicazioni sia in campo farmaceutico sia in quello accademico